# Басюк Віктор Іванович
Віктор Іванович Басюк (7 грудня 1959, м. Кривий Ріг Дніпропетровської області) — джазовий тромбоніст, керівник естрадних і джазових ансамблів, оркестру. Заслужений діяч мистецтв України (1999). Закінчив Одеську консерваторію (кл. тромбона, 1988). Керівник джазового октету (1991), ансамблю тромбоністів (1994—96, 1998), біґ бенду ДМШ № 10 м. Кривий Ріг. 1983-97 грав у диксиленді п/к О. Гебеля (1893-97), 1996 — у джазовому тріо з трубачем С. Паркієвим та вокалістом Ю. Зорею (всі — Кривий Ріг). Виступав з ними на фест. «Джаз-83», «Джаз на Дніпрі», 1987 (обидва — Дніпропетровськ), «Горизонти джазу» (1987-91, 1993-96, Кривий Ріг), «Метаморфози джазу» (1995, Київ), на кількох фестивалях, із концертами в Україні, Данії, Німеччині, Росії. Від 1990 — викладач відділу естрадно-джазовгого виконавства Криворізького музичного училища. З 2000 р. працює у Київській дитячій Академії мистецтв на посаді декана факультету естрадного мистецтва. де заснував джазовий оркестр «Little Bend AcademiA».